# Roodvleugelbuizerd
De roodvleugelbuizerd (Butastur liventer) is een roofvogel uit de familie van de Accipitridae (havikachtigen).

## Verspreiding en leefgebied
Deze soort komt voor in Zuidoost-Azië, Java en Sulawesi.

## Status
De grootte van de populatie wordt geschat op 1000-10.000 volwassen vogels. Op de Rode lijst van de IUCN heeft deze soort de status niet bedreigd.